# Péninsule de Brunswick
Pour les articles homonymes, voir Brunswick.
La péninsule de Brunswick (en espagnol : Península de Brunswick) est une grande péninsule située dans la région de Magallanes et de l'Antarctique chilien, en Patagonie chilienne.
Explorée lors du premier voyage du HMS Beagle, elle est surnommée « King's William IV Land » (littéralement « terre du roi Guillaume IV ») par le capitaine Philip Parker King.

## Description

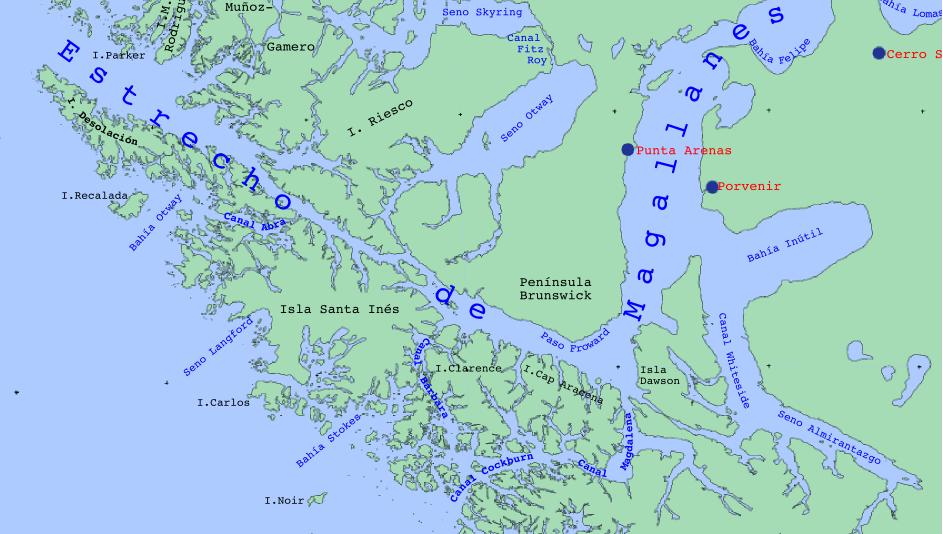
La péninsule de Brunswick au centre de la carte.

Au Nord, elle mesure 16 km de large, au niveau de sa base, et presque 80 km au Sud, pour 115 km de long entre sa base et le cap Froward, le point le plus austral du continent sud-américain. Elle couvre ainsi une superficie supérieure à 6 300 km2.
De forme triangulaire, la péninsule est délimitée par les eaux du Seno Otway au nord et à l'ouest et par le détroit de Magellan au sud-ouest, au sud et à l'est.  
La seule ville de la péninsule est Punta Arenas, la capitale régionale. Celle-ci est située sur la côte orientale de la péninsule, qui fait entièrement partie de la commune (municipalité) de Punta Arenas, ainsi que plusieurs grandes îles, et plusieurs petites îles inhabitées telles que l'île Capitán Aracena, l'île Clarence (au sud) et l'île Dawson (au sud-est). Au nord-ouest, la péninsule est bordée par la commune de Laguna Blanca, et au nord-est par celle de San Gregorio.